# Fresney-le-Puceux

Fresney-le-Puceux este o comună în departamentul Calvados, Franța. În 1 ianuarie 2022 avea o populație de 803 de locuitori.